# Doric
Doric kallas de dialekter av lågskotska som talas i nordöstra Skottland. Termen användes tidigare för alla lågskotska dialekter, men används idag för speciella nordöstliga varianter.

## Uttal och ord
Nedan följer de huvudsakliga skillnaderna mellan doric och andra lågskotska dialekter:
- wh uttalas [f] istället för [ʍ] (Det vill säga, /f/ och /ʍ/ har sammansmält) — [fɪt] betyder "what" och inte [ʍɪt]; [fa:] betyder "who" och inte [ʍɑ:] eller [ʍɒ:]. I mer anglifierade områden såsom Inverurie och Aberdeen, används wh ofta.
- aw, au och aa uttalas [a:] istället för [ɑ:], [ɒ:]— aw,  a'  eller aa betyder då "all".
- Ett a före /b/, /g/, /m/ och /ŋ/ kan bli /ə/ eller /ʌ/.
- ui (ofta anglifierat till oo eller i vissa dialekter ee) uttalas [i(:)] och [wi(:)] efter /g/ och /k/, till exempel abeen med betydelsen ovanför istället för abuin, gweed och qheet istället för guid ("bra") och cuit ("ankel").
- Klustret ane uttalas [in], exempelvis i ane och a(i)nce.
- Initiala /g/ och /k/ som i gnap och knowe uttalas.
- "Y" /j/ hörs ofta förekomma efter speciella initiala konsonanter, exempelvis "tyauve" för taw.

Doric innehåller ett antal ord som inte finns i andra lågskotska dialekter. Den innehåller även ett antal lånord från skotsk gaeliska eftersom språket expanderade till platser där skotsk gaeliska tidigare talades, såväl som fornnordiskan. Lånord från piktiska finns inte, förutom i ortnamn, som då ofta inleds med "pit-".

## Exempel
| Doric | Engelska |
| --- | --- |
| GIN I was God, sittin' up there abeen, Weariet nae doot noo a' my darg was deen, Deaved wi' the harps an' hymns oonendin' ringin', Tired o' the flockin' angels hairse wi' singin', To some clood-edge I'd daunder furth an', feth, Look ower an' watch hoo things were gyaun aneth. Syne, gin I saw hoo men I'd made mysel' Had startit in to pooshan, sheet an' fell, To reive an' rape, an' fairly mak' a hell O' my braw birlin' Earth,--a hale week's wark-- I'd cast my coat again, rowe up my sark, An' or they'd time to lench a second ark, Tak' back my word an' sen' anither spate, Droon oot the hale hypothec, dicht the sklate, Own my mistak', an, aince I cleared the brod, Start a'thing ower again, gin I was God. | IF I were God, sitting up there above, Wearied no doubt, now all my work was done, Deafened by the harps and hymns unending ringing, Tired of the flocking angels hoarse with singing, To some cloud edge I'd saunter forth and, faith, Look over and watch how things were going beneath. Then if I saw how men, I'd made myself Had started out to poison, shoot and fell, To steal and rape and fairly make a hell Of my fine spinning Earth -- a whole week's work -- I'd drop my coat again, roll up my shirt, And, ere they'd time to launch a second ark, Take back my word and send another flood, Drown out the whole shebang, wipe the slate, Admit my mistake, and once I'd cleared the board, Start everything over again, if I were God. |